# Corregidor

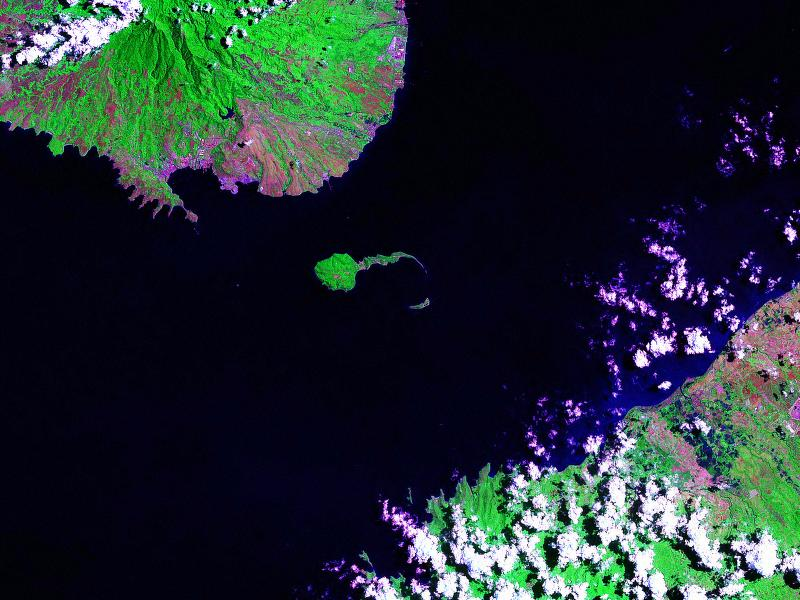
Satellitbild av Corregidor och Manilabukten.

Corregidor är en ö i Filippinerna, strategiskt placerad cirka 48 kilometer väster om huvudstaden Manila och i inloppet till huvudstadsområdet. Ön, som i norr och söder har provinserna Bataan respektive Cavite, har en landarea på 5 kvadratkilometer.
Under andra världskriget var ön huvudkvarter för de allierade. Den blev säte för den filippinska regeringen när Japan invaderade Filippinerna i december 1941. Den 6 maj 1942 var de allierade tvungna att ge upp ön och överlämna den till japanerna. Ön återerövrades av de allierade i mars 1945.